# منيع (سطات)
منيع بلدة مغربية ومركز جماعة منيع القروية في إقليم سطات. كان مجموع عدد سكان الجماعة 11 249 نسمة (إحصاء 1435).